# Fußball-Verbandsliga Mittelrhein 1966/67
Die Verbandsliga Mittelrhein 1966/67 war die 11. Spielzeit der Verbandsliga Mittelrhein, die von 1962 bis 1978 die höchste Spielklasse im mittelrheinischen Amateur-Fußball der Männer war. Ab 1963 stellte diese Liga zusammen mit den Verbandsligen Niederrhein und Westfalen den Unterbau zur Fußball-Regionalliga West dar und war im damaligen deutschen Fußball-Ligasystem drittklassig.

## Saisonabschluss
Die 1. FC Köln Amateure wurden Mittelrheinmeister, verblieben aber in der Liga, da sie als 2. Mannschaft kein Aufstiegsrecht besaßen. Stattdessen nahm der SC Fortuna Köln als Vizemeister an der Aufstiegsrunde zur Regionalliga West teil. Dort wurden sie Dritter und stiegen auf. Die Eschweiler SG und die Alemannia Aachen Amateure stiegen in die Landesliga Mittelrhein ab. Aus den Landesligen stiegen zur neuen Saison 1967/68 die TuS Höhenhaus und der SC Jülich 10 auf.

## Abschlusstabelle
| Pl. | Verein                         | Sp. | Tore  | Punkte |
| --- | ------------------------------ | --- | ----- | ------ |
| 01. | 1. FC Köln Amat.               | 28  | 84:33 | 48:80  |
| 02. | SC Fortuna Köln                | 28  | 64:40 | 40:16  |
| 03. | SV Bergisch Gladbach 09 (N)    | 28  | 52:46 | 33:23  |
| 04. | SV Baesweiler 09               | 28  | 41:41 | 31:25  |
| 05. | Siegburger SV 04               | 28  | 54:58 | 31:25  |
| 06. | SpVg Frechen 20                | 28  | 47:44 | 29:27  |
| 07. | VfR Übach-Palenberg            | 28  | 53:51 | 29:27  |
| 08. | Borussia Brand (N)             | 28  | 69:78 | 27:29  |
| 09. | SV Schlebusch                  | 28  | 58:48 | 25:31  |
| 10. | SG Düren 99 (M)                | 28  | 58:55 | 25:31  |
| 11. | VfL Köln 1899                  | 28  | 48:53 | 23:33  |
| 12. | Bayer 04 Leverkusen Amat.      | 28  | 43:50 | 23:33  |
| 13. | 1. FC Ringsdorff-Godesberg (N) | 28  | 47:60 | 21:35  |
| 14. | Eschweiler SG                  | 28  | 39:59 | 21:35  |
| 15. | Alemannia Aachen Amat.         | 28  | 35:76 | 14:42  |

| (M) | Meister der Fußball-Verbandsliga Mittelrhein 1965/66 |
| (N) | Aufsteiger aus den Landesligen 1965/66               |